# Надиров, Камолидин Нурматович
Камолиди́н Нурма́тович Нади́ров — советский и таджикистанский художник-скульптор, Народный художник Таджикистана.

## Биография
Окончил Ташкентский театрально-художественный институт по классу монументально-декоративного искусства.
Член правления Союза художников СССР, член международной ассоциации художников.
В конце 1990-х годов переехал в Германию.

### Семья
Отец — Нурмат Надиров, член Духовного управления Средней Азии и Казахстана.

## Творчество
Автор мемориалов Камаля Худжанди в Худжанде (Таджикистан, 1996) и Тебризе (Иран), комплекса памятников создателей и ветеранов Воскресенска для открытой там аллеи Героев Социалистического Труда.

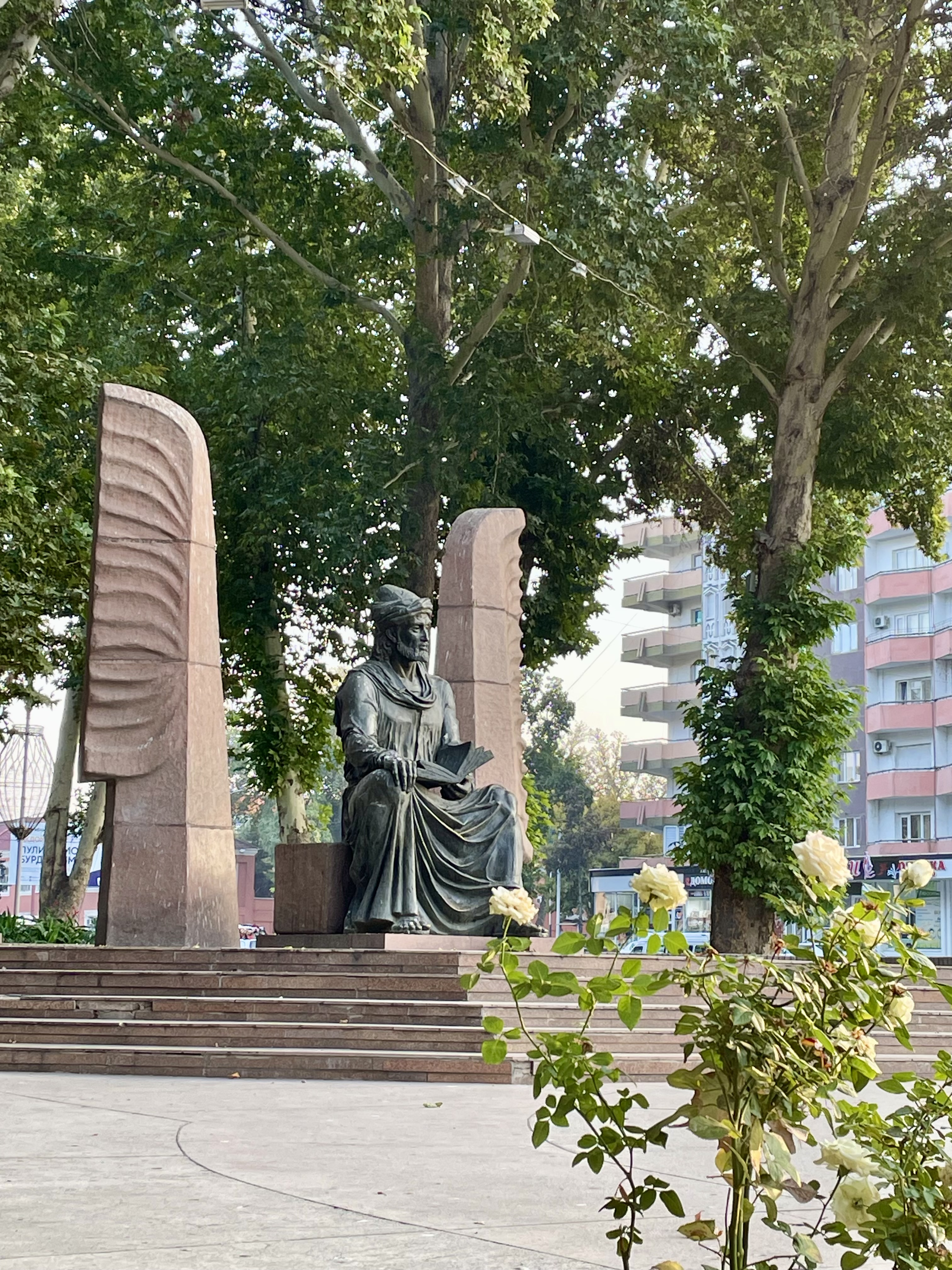
Мемориал Камола Худжанди в Худжанде

Руководил работами по восстановлению памятника В. И. Ленину (Воскресенск, 2014).
Две персональные выставки состоялись в Германии.

## Награды
- народный художник Таджикистана[1].
- премия Хучанди[5]